# Carlos Artemio Coello Coello

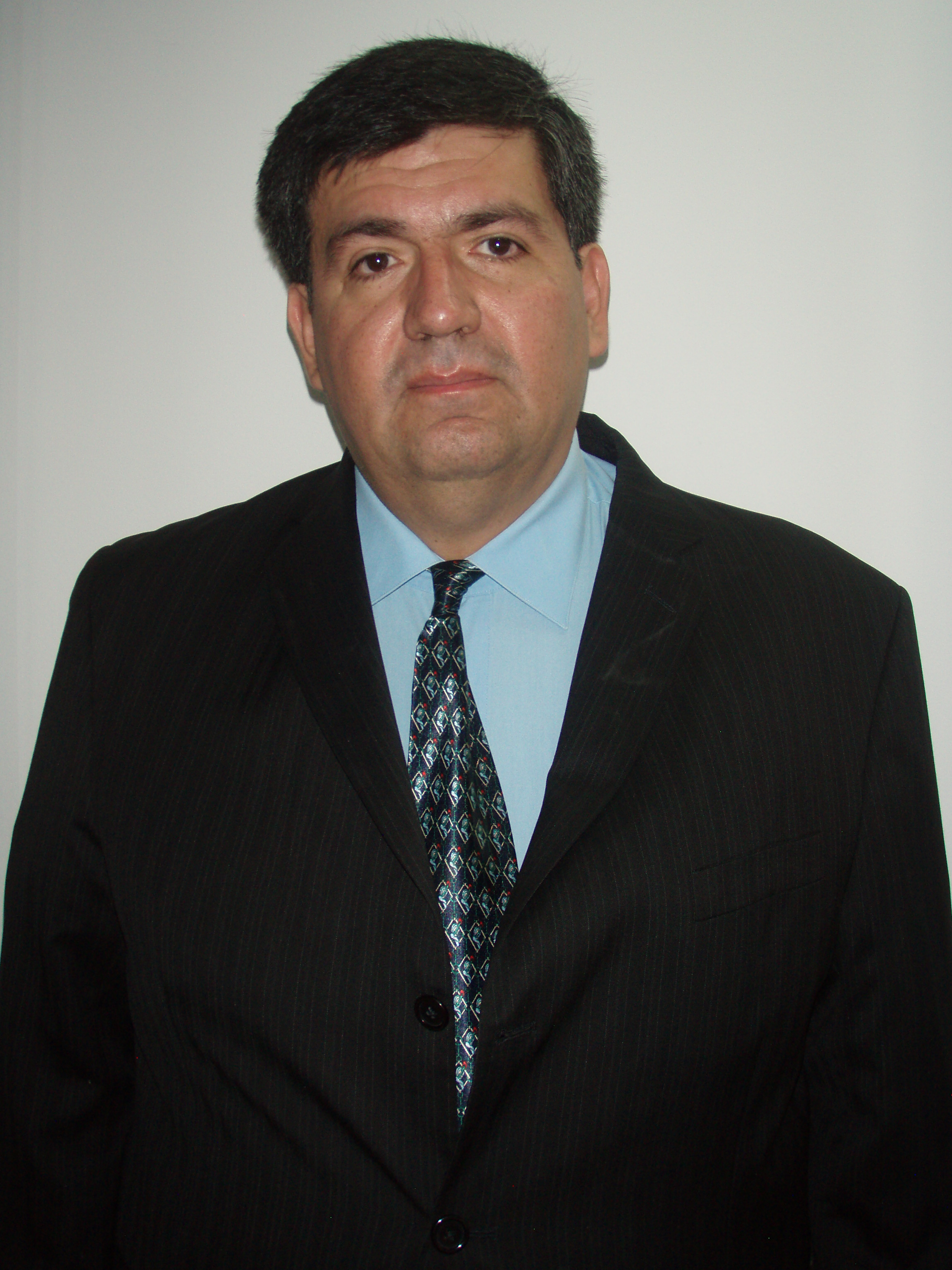
Dr. Carlos A. Coello Coello

Carlos Artermio Coello Coello (Tonalá, Chiapas, 18 de octubre de 1967) es un ingeniero, catedrático e investigador mexicano. Se ha especializado en las ciencias computacionales, se le considera uno de los pioneros en investigar la optimización evolutiva multi-objetivo para resolver problemas complejos en diversas áreas de ingeniería.

## Estudios y docencia
Realizó sus estudios primarios en su ciudad natal. Cursó la licenciatura en la Facultad de Ingeniería Civil de la Universidad Autónoma de Chiapas. En 1991 obtuvo su título profesional con la tesis Análisis de estructuras reticulares por computadora (método de rigideces), graduándose con mención honorífica. En 1990, recibió la Medalla Diario de México por haber sido uno de los mejores estudiantes de México. Realizó una maestría y un doctorado en ciencias computacionales en la Universidad Tulane obteniendo sus títulos en 1993 y 1996, respectivamente.
Ha sido profesor invitado en la Universidad DePauw, profesor adjunto en la Universidad Autónoma Metropolitana Unidad Azcapotzalco, en la Universidad Autónoma de Chiapas, en el Instituto Tecnológico de Tuxtla Gutiérrez, en el Instituto Tecnológico y de Estudios Superiores de Monterrey, Campus Estado de México y en la Universidad Autónoma de Yucatán. Ha dirigido varias tesis a nivel licenciatura, maestría y doctorado en la Universidad Veracruzana, en el Centro de Investigación y de Estudios Avanzados del Instituto Politécnico Nacional y en la Universidad Nacional de San Luis en Argentina.

## Investigador y académico
Fue investigador titular en el Laboratorio Nacional de Informática Avanzada (LANIA) de la Universidad Veracruzana de 1998 a 2000. Es investigador titular del Departamento de Computación del Centro de Investigación y de Estudios Avanzados del Instituto Politécnico Nacional desde 2001. Es investigador nivel III del Sistema Nacional de Investigadores, miembro del Consejo Consultivo de Ciencias de la Presidencia de la República y de la Academia Mexicana de Ciencias. También es miembro de la IEEE Computacional Intelligence Society.
Se ha especializado en investigaciones basadas en la optimización no lineal, especialmente la optimización multiobjetivo, para resolver diversos problemas complejos en varios campos de la ciencia e ingeniería. Para obtener sus resultados simula la evolución natural en una computadora mediante algoritmos evolutivos. De esta forma ha trabajado con sistemas inmunes artificiales simulando el sistema inmunológico humano para conocer su comportamiento y establecer un método para generar anticuerpos. Entre otras de sus investigaciones se encuentran los trabajos realizados para el diseño de jets supersónicos colaborando para la Universidad Stanford y la optimización de procesos para el corte de la caña de azúcar. Ha sido consultor externo del proyecto Industrial Innovation by Multiobjective Desing Exploration de la Agencia Japonesa de Exploración Aeroespacial que pretende diseñar un avión para realizar un mapa de la superficie de Marte.

## Publicaciones
Ha publicado más de 200 de artículos científicos en revistas internacionales de prestigio tales como el IEEE Transactions on Evolutionary Computation,  ACM Computing Surveys, IEEE Transactions on Cybernetics, Evolutionary Computation, Swarm and Evolutionary Computation y European Journal of Operational Research, entre otras. Es Editor Asociado de varias revistas internacionales, incluyendo Evolutionary Computation (publicada por MIT Press), Computational Optimization and Applications (publicada por Springer). Applied Soft Computing (publicada por Elsevier), Pattern Analysis and Applications (publicada por Springer) y el Journal of Heuristics (publicada por Springer). A partir de enero de 2021, será el Editor-en-Jefe del IEEE Transactions on Evolutionary Computation. 
Entre los libros que ha publicado se encuentran los siguientes:
- Evolutionary Algorithms for Solving Multi-Objecdtive Problems, publicado por Kluwer Academic Publishers en 2002.
- Breve historia de la computación y sus pioneros, publicado por el Fondo de Cultura Económica en 2003.
- Applications of Multi-Objective Evolutionary Algorithms, publicado por World Scientific en 2004.

## Premios y distinciones
- Premio Nacional de Investigación en Ciencias Exactas por la Academia Mexicana de Ciencias en 2007.
- Medalla al Mérito Científico por la Asamblea Legislativa del Distrito Federal en 2009.
- Premio Ciudad Capital “Heberto Castillo Martínez” por el Gobierno del Distrito Federal en 2011.
- Fellow del  Institute of Electrical and Electronics Engineers desde 2011.
- Premio Nacional de Ciencias y Artes en el área de Ciencias Físico-Matemáticas y Naturales otorgado por la Secretaría de Educación Pública en 2012.[5]
- Premio Scopus en la rama de ingeniería computacional otorgado por la editorial Elsevier en 2012.[6]
- Premio IEEE Kiyo Tomiyasu por el Institute of Electrical and Electronics Engineers en 2013.[7]
- Premio de The World Academy of Sciences (TWAS) en "Engineering Sciences" en 2016.[8]
- Premio Luis Elizondo 2019.[9]
- Ingresó a El Colegio Nacional el 5 de mayo de 2023.[10]